# Colegio Mayor San Antonio (India)
El Colegio Mayor San Antonio (St. Anthony's College) es una universidad católica de la Congregación Salesiana en Shillong (India) y es uno de los centros de educación superior más antiguos de los salesianos en el mundo junto a la Universidad Pontificia Salesiana. Fue fundado en 1934 con el fin de llevar educación superior tanto a las mujeres como a los varones en un tiempo de gran discriminación y se convirtió en uno de los centros de educación superior más destacados del norte de India. Ha recibido varios reconocimientos como el de la Fundación para la Excelencia Académica (Foundation for Academic Excellence and Acces - FAEA). 
LOVES
Los orígenes del Colegio Mayor de San Antonio pueden ser trazados en la acción misionera de los primeros salesianos en India, que llegaron durante el tiempo de la colonización británica. El padre José Bacchiarello es considerado el pionero de la Universidad quien solicitó al gobernante británico el permiso para crear un centro que atendiera la educación superior de los nativos. El permiso fue logrado y el padre abrió el centro en 1934.
Durante la II Guerra Mundial y con grandes dificultades, el padre Iginus Ricaldone comenzó el proceso de expansión que fue consolidado por el padre D.J. Wollaston entre 1952 y 1958. Bajo el largo rectorado del padre Joseph Arokiasamy (1958 - 1981), la universidad adquirió todo el prestigio actual y su nombre se convirtió en una figura casi épica.

## Identidad
La identidad del Colegio Mayor de San Antonio descansa en la figura de Don Bosco y su sistema pedagógico. La universidad centra su formación en la atención a las realidades sociales, económicas y culturales del país, especialmente en beneficio de los jóvenes que viven en situación de desventaja. Se promueve sobre todo una cultura de la solidaridad, los valores morales, el compromiso social y los principios espirituales para un desarrollo del orden humano en el contexto nacional que es un contexto de pluralidad religiosa y diversidad cultural. 

## Organización
La universidad es parte de la provincia salesiana India - Guwahati cuyo territorio se encuentra localizado al nororiente del país. Se encuentra afiliada además a la Universidad Hill Noroccidental. 
La siguiente es la lista completa de los rectores de la Universidad:
- P. José Bacchiarello (1934 - 1936).
- P. Igino Ricaldone (1936 - 1952).
- P. D.J. Wollaston (1952 - 1958).
- P. Joseph Arokiasamy (1958 - 1982).
- P. Paul Petta (1982 - 1986).
- P. Stephen Mavely (1986 - 2002).
- P. Ionnis Warpakma (2002 - en el cargo).

Los programas de la universidad son los siguientes:
1. Administración de empresas.
2. Bioquímica.
3. Biotecnología.
4. Ciencias de la computación.
5. Geología.
6. Medios de comunicación y producción audiovisual.
7. Tecnología de la información.
8. Piscicultura.

Existen también dos ofertas en maestrías en ciencias de la biotecnología y aplicación de sistemas, además de muchos otros cursos y programas.
La biblioteca de la universidad conserva 40 mil volúmenes, la afiliación a 60 periódicos y revistas y se encuentra totalmente sistematizada.